# فاسيليس سبانوليس
فاسيليس سبانوليس (باليونانية: Βασίλης Σπανούλης)‏ مواليد 7 أغسطس 1982 في لاريسا، هو لاعب كرة سلة محترف يوناني بدأ مسيرته الاحترافية في سنة 1999. تم اختياره من قبل فريق دالاس مافيريكس خلال الدرافت، ويحمل الرقم 7. يبلغ طوله 6 قدم 4 بوصة (1.9 م). مثّل منتخب بلاده. شارك في مسابقة كرة السلة في الألعاب الأولمبية الصيفية.

## فرق لعب لها
- هيوستن روكتس
- نادي أولمبياكوس لكرة السلة

## روابط خارجية
- فاسيليس سبانوليس على موقع الاتحاد الدولي لكرة السلة (الإنجليزية)
- فاسيليس سبانوليس على موقع الدوري الأوروبي لكرة السلة (الإنجليزية)
- فاسيليس سبانوليس على موقع إن بي أي (الإنجليزية)
- فاسيليس سبانوليس على موقع سبورتس رفرنس (الإنجليزية)
- فاسيليس سبانوليس على موقع كرة السلة الأوروبية.كوم (الإنجليزية)
- فاسيليس سبانوليس على موقع DraftExpress.com (الإنجليزية)
- فاسيليس سبانوليس على موقع ريلجم (الإنجليزية)
- فاسيليس سبانوليس على موقع بروبوليرز (الإنجليزية)
- فاسيليس سبانوليس على موقع سبورتس رفرنس (الإنجليزية)
- فاسيليس سبانوليس على موقع اللجنة الأولمبية الدولية (الإنجليزية)